# René Oosterhof
René Oosterhof (Zwolle, Holanda, 1 de mayo de 1990) es un exfutbolista neerlandés. Jugaba de arquero y su último equipo fue  el VV Staphorst de la Hoofdklasse de los Países Bajos. 

## Clubes
| Club            | País         | Año       |
| --------------- | ------------ | --------- |
| FC Zwolle       | Países Bajos | 2009-2010 |
| SC Heerenveen   | Países Bajos | 2010-2012 |
| AGOVV Apeldoorn | Países Bajos | 2012-2013 |
| VV Staphorst    | Países Bajos | 2014      |